# Labour of Lust
Labour of Lust è un album in studio del cantautore britannico Nick Lowe, pubblicato nel 1979.

## Tracce
Tutte le tracce sono state scritte da Nick Lowe, eccetto dove indicato.

Versione UK
1. Cruel to Be Kind (Lowe, Ian Gomm) – 3:31
2. Cracking Up – 2:59
3. Big Kick, Plain Scrap! – 2:28
4. Born Fighter – 3:09
5. You Make Me – 1:53
6. Skin Deep – 3:12
7. Switch Board Susan (Mickey Jupp) – 3:50
8. Endless Grey Ribbon – 3:17
9. Without Love – 2:29
10. Dose of You – 2:21
11. Love So Fine (Lowe, Dave Edmunds, Billy Bremner, Terry Williams) – 3:52

Versione USA
1. Cruel to Be Kind – 3:31
2. Cracking Up – 2:59
3. Big Kick, Plain Scrap – 2:28
4. American Squirm – 2:29
5. You Make Me – 1:53
6. Skin Deep – 3:12
7. Switch Board Susan – 3:50
8. Dose of You – 2:21
9. Without Love – 2:29
10. Born Fighter – 3:09
11. Love So Fine – 3:52